# Hermann Geißler (Politiker)
Hermann Geißler (* 10. August 1920 in Stuttgart; † 6. Juni 2001 in Graz) war ein österreichischer Politiker (ÖVP) und Industriekaufmann. Er war von 1957 bis 1970 Abgeordneter zum Österreichischen Nationalrat.
Geißler besuchte die Volksschule in Salzburg und absolvierte danach das Gymnasium, wobei er 1939 die Matura ablegte. Er studierte in der Folge an der Technischen Hochschule Graz und an der Universität Graz und promovierte 1949 zum Doktor. Ab 1950 arbeitete Geißler als Prokurist in der Firma seines Vaters.
Geißler engagierte sich lokalpolitisch als Gemeinderat in Pernegg an der Mur und war Mitglied des Fachverbandes der Sägeindustrie. Er war zudem Kammerrat der Handelskammer Steiermark und als Beirat und Vorstandsmitglied der Vereinigung Österreichischer Industrieller aktiv. Im Wirtschaftsbund übernahm er die Funktion des Bezirksobmann im Bezirk Bruck an der Mur, zudem war er Vorsitzender des Überwachungsausschusses der Steirischen Gebietskrankenkasse. Er vertrat die ÖVP zwischen dem 20. Mai 1957 und dem 31. März 1970 im Nationalrat.

## Auszeichnungen
- 1970: Großes Goldenes Ehrenzeichen für Verdienste um die Republik Österreich[1]